# Arboridia cardinalis
Arboridia cardinalis är en insektsart som först beskrevs av William Lucas Distant 1918.  Arboridia cardinalis ingår i släktet Arboridia och familjen dvärgstritar. Inga underarter finns listade i Catalogue of Life.